# Casa Restani
Casa Restani è un edificio storico sito a Levanto, comune della provincia della Spezia.

## Storia
Il complesso venne costruito in epoca medioevale tra il XIII e il XIV secolo dalla famiglia dei Restani, famiglia notabile della Repubblica di Genova. Nel XX secolo subì un importante restauro.

## Descrizione
L'edificio rispetta lo stile gotico genovese del tempo con la bottega e i magazzini disposti al piano terra e l'abitazione al primo piano. Al piano terra sono presenti tre archi di notevole dimensione progettati in funzione del porto antico. Nel XX secolo, l'intero complesso è stato oggetto di un radicale intervento di restauro che ha portato alla creazione di quadrifore e trifore al piano rialzato.